# Nederländernas ekonomi
Nederländernas ekonomi är välmående och öppen, och den holländska regeringen har framgångsrikt minskat sin roll sedan 1980-talet. Industriell produktion sker främst inom matförädling, kemisk industri, oljeraffinering och tillverkning av elektriska maskiner. En högt mekaniserad jordbrukssektor sysselsätter inte mer än 4 procent av arbetskraften men producerar ett stort överskott till matförädlingsindustrin och export. Nederländerna är tredje största exportör av jordbruksprodukter i världen, efter USA och Frankrike. Nederländerna hanterade framgångsrikt frågan om offentliga finanser och stagnerade jobbtillväxt långt före sina grannländer.[källa behövs]
Som en av initiativtagarna till euron ersatte Nederländerna sin tidigare valuta, gulden, den 1 januari 1999 tillsammans med de andra anhängarna av en gemensam europeisk valuta. Faktiska euromynt och sedlar infördes den 1 januari 2002.

## 1600-1800-talet
En blomstrande ekonomi och många banker var den viktigaste orsaken till att Holland kunde hålla stånd mot Västeuropas stormakter, som på den tiden försökte kontrollera hela Europa. Ett arv från välståndet på den tiden är de många ståtliga byggnaderna och slotten. Den flotta som Nederländerna hade under 1600-talet skulle också ha varit omöjlig att samla ihop utan det långt utvecklade bankväsendet.